# والری موراتوف
والری موراتوف (روسی: Вале́рий Алексе́евич Мура́тов؛ زادهٔ may ۱, ۱۹۴۶ (۷۸ سال)) اسکیت‌باز سرعت اهل اتحاد جماهیر شوروی سوسیالیستی است.